# ММ-14 (камуфляж)
ММ-14 (акронім від «Малюнок маскувальний зразка 2014 року»), відомий також під неофіційними назвами «Піксель» та «Український піксель» — 5-кольоровий цифровий деформаційний військовий камуфляж, прийнятий на озброєння Збройними силами України у 2014 році на заміну старого радянського камуфляжу «Дубок».

## Історія

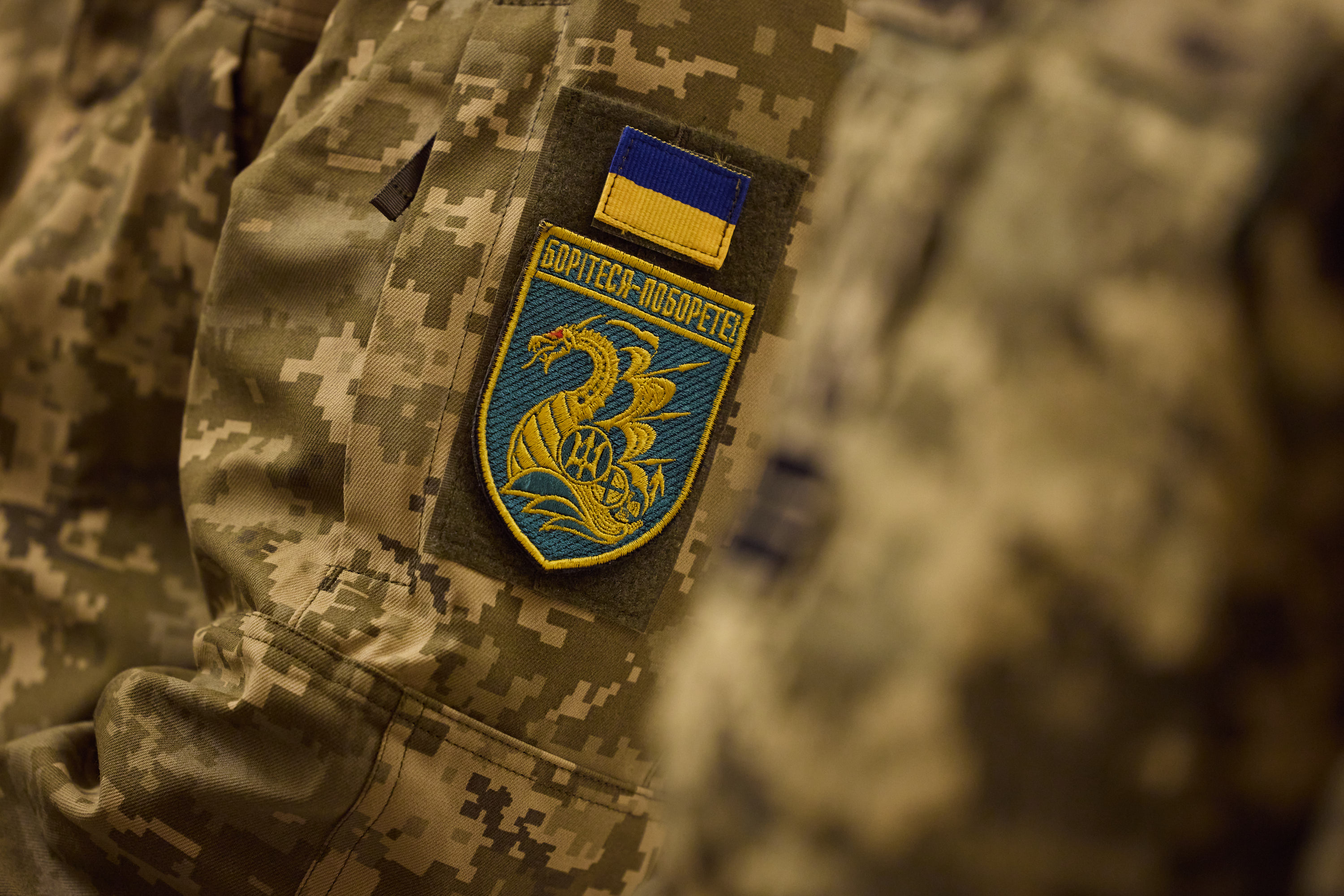
Боєць в куртці з камуфляжем ММ-14 на зустрічі з Президентом України з приводу Дня ВМС України (03.07.2022)

Після розпаду СРСР, збройні сили деяких пострадянських країн (в тому числі Україна та Росія) продовжили використовувати для озброєння повітряних десантників, прикордонників та спецпідрозділів старий радянський камуфляж 1980-х років ВСР-84, в Росії відомий як «Бутан». У 1996 році з'явилась нова українська версія, що відрізнялась кольором, плямами та кроєм, що стала широко відомою під назвою «Дубок». Парашутисти-десантники також продовжували використовувати комбінезон КЛМК з камуфляжем «Березка», розробленим ще в 1960-х роках. Українські миротворці в Іраку та Афганістані використовували пустельну версію, яку називали «Дубок-П».
Ще у липні 1993 р. прем'єр-міністр України Леонід Кучма заявив, що армія України отримає форму нового зразка. Проте цього не відбулось і до 2014 року Збройні сили України продовжували використовувати однострої, спецодяг та інше обладнання радянського виробництва, в значній кількості накопичене на військових складах з часів СРСР, зокрема однострої з камуфляжем «Дубок» та «Березка».
Перший піксельний камуфляж отримала ДПСУ 2011 року. Він був подібним до пікселізованого «Дубка» і набув поширення 2012 року.
Ще у 2012 році норвезькі спеціалісти з компанії NFM на замовлення Міністерства оборони України привезли зразки форми GARM з новим для ЗСУ цифровим камуфляжем. Однак через фінансові труднощі співпраця не відбулася, проте ці зразки були взяті за основу для виробництва нової форми в Україні. У жовтні 2013 року було оголошено, що складські запаси старих радянських одностроїв закінчуються, і необхідно розміщувати замовлення на пошиття нової форми. Протягом цього періоду було створено кілька варіантів піксельних камуфляжів з різними кольорами та малюнками.

У 2014 році, після початку Війни на сході України, шаблон камуфляжу допрацювали та надали йому назву — ММ-14 (Малюнок маскувальний зразка 2014 року).

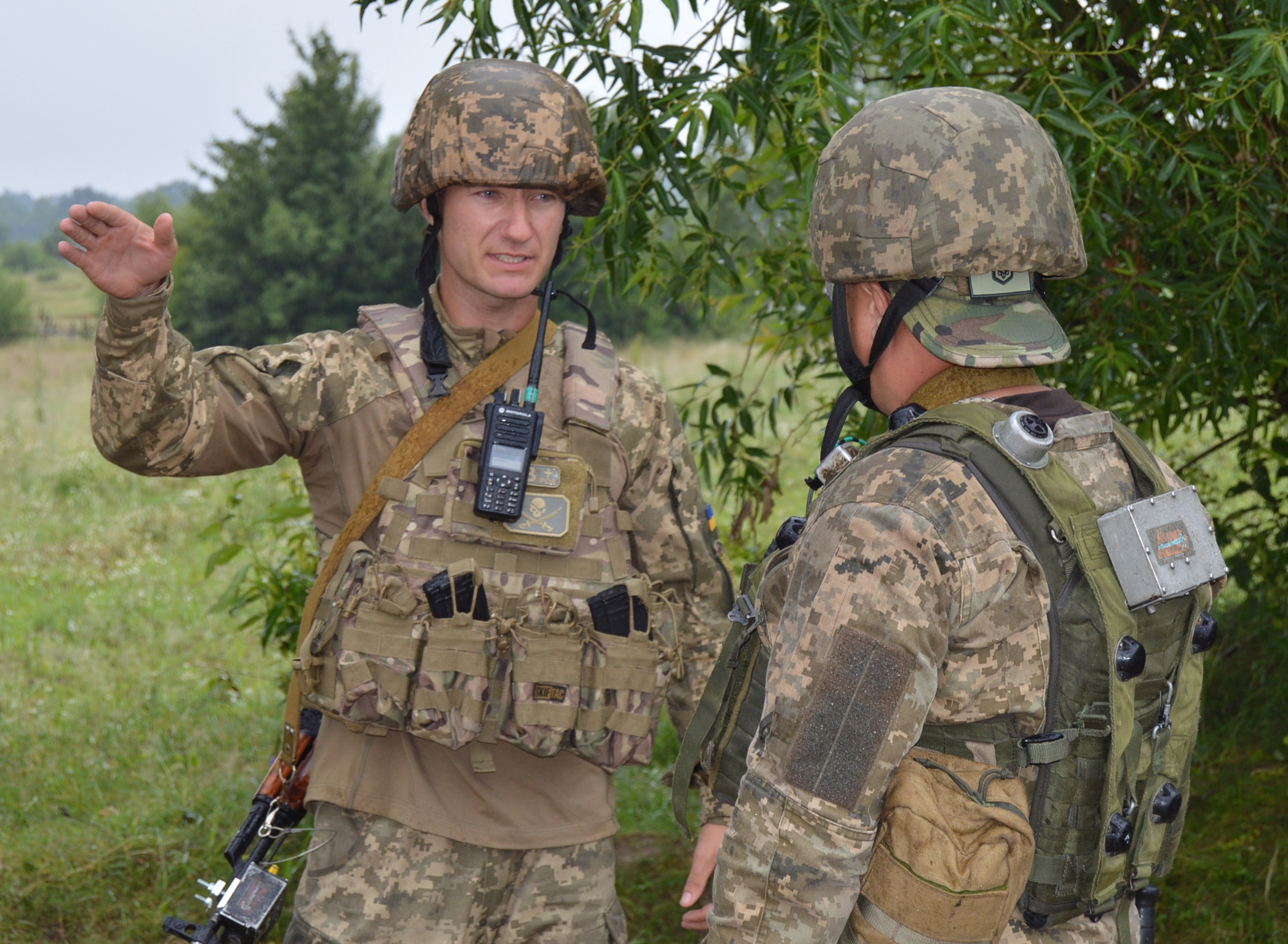
Бійці ЗСУ в камуфляжі ММ-14 на міжнародних навчаннях Rapid Trident 2016

В травні 2014 року в. о. міністра оборони України Михайло Коваль повідомив, що українська армія припинила закупівлю камуфляжу «Дубок» і вже влітку 2014 року йому на заміну представлений новий варіант камуфляжу, що отримав назву ММ-14. У грудні 2014 року військово-політичному керівництву були представлені зразки тканин, спорядження та взуття для одностроїв нового зразка. 15 липня 2015 року Міністерством оборони України було затверджено перелік предметів Бойового форменого комплекту військовослужбовців, до складу якого входить 65 одиниць військового одягу, спорядження та засобів індивідуального захисту і новий український камуфляж ММ-14 увійшов до цього переліку. Він був представлений Президентом України Петром Порошенком і крім офіційної назви «Камуфляж ММ-14», отримав неофіційні прізвиська «Порох-1» та «Гелетейка» (друга — на честь тодішнього  Міністра оборони Валерія Гелетея). Першими однострої з новим камуфляжем ММ-14 отримали бійці АТО, а на початку 2014 року нову форму отримали усі підрозділи ЗСУ.
Проте, на жаль, форма «Гелетейка» мала свої недоліки. Вона містила неефективні елементи, такі як липучки та застібки, які солдати не використовували. Крім того, тканина "Гелетейки" була вогненетривкою: вона на 80% складалася з синтетичних матеріалів, що могло спричинити її легке займання і спричинення додаткових опіків. Пізніше, 2015 року, матеріали та крій змінились на розроблені компанією PROF1 Group, вони стали більш вогнетривкі та міцні. 2017 року з'явились морський піксель (ММ-16 Ф) для Військово-морських сил та варіант в більш зелених тонах домішками для ДПСУ.
У 2017 році ЗСУ отримали нову форму, розроблену фахівцем Костянтином Лісником. Вона створювалася з урахуванням вимог бійців і особливостей сучасних бойових дій. Перші зразки проходили випробування в реальних умовах, а нова форма позбулася недоліків попередніх поколінь.

## Опис
Нові однострої шиються переважно з тканини саржевого плетіння, в ній переважає бавовна, хоча й синтетична нитка теж є. Це дає новій формі відмінну міцність, здатність не вигоряти під впливом сонячних променів і не сідати при численних праннях або хімічних чистках.
Відмінною особливістю нового українського цифрового камуфляжного шаблону є світло-бежевий фон, на який нанесено піксельні плями темного болотно-зеленого, сіро-зеленого, темно-сірого і світло-зеленого відтінків. Треба зазначити, що саме така колірна гама майже не зустрічається серед інших відомих камуфляжів.

Офіційно затверджений та стандартизований малюнок камуфляжу для військової форми одягу Збройних сил України у лютому 2015 року. 

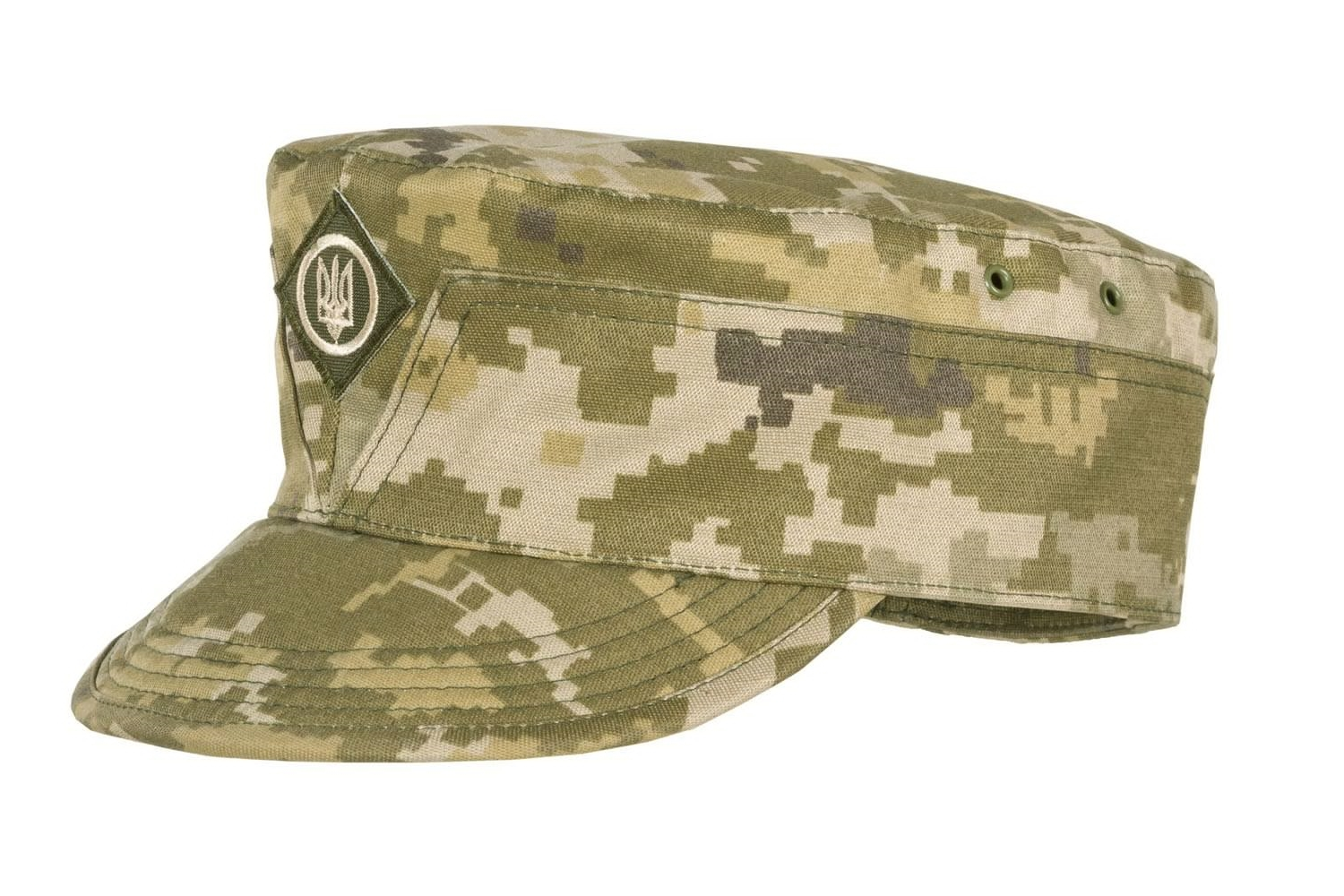
Кашкет ЗСУ «Мазепинка» з камуфляжем ММ-14 (з 2015 року)

Набір кольорів камуфляжу в Pantone Textile System:
PANTONE 15-1216 TC (світло-бежевий)
PANTONE 17-0510 TC (світло-зелений)
PANTONE 17-0620 TC (болотно-зелений)
PANTONE 18-0825 TC (сіро-зелений)

PANTONE 19-0414 TC (темно-сірий)
Вважається, що прототипом для камуфляжного шаблону ММ-14 став піксельний «універсальний» американський камуфляж UCP, який до 2014 року перебував на використанні ЗС США. Від свого попередника українська розробка отримала піксельний малюнок, який вже встиг добре себе зарекомендувати під час ведення бойових дій. Відомо, що такий малюнок візуально «розмиває» силует людини, та робіть її майже непомітною. Колірна гама українського військового піксельного камуфляжу унікальне і враховує особливості навколишнього середовища, характерного саме для України.
Покрій нової форми зроблено на основі американського однострою ACU і найкращих розробок торгової марки «P1G-TAC» — костюму «MABUTA Mk-2» (сучасна версія радянської «Мабути»). Камуфляжний однострій не суцільний, як було у випадку комбінезонів з камуфляжем «Березка», а виготовляються у вигляді окремих куртки та штанів, аналогічно з одностроями. прийнятими у країнах НАТО. Було змінено і розмірну сітку.

## Версії

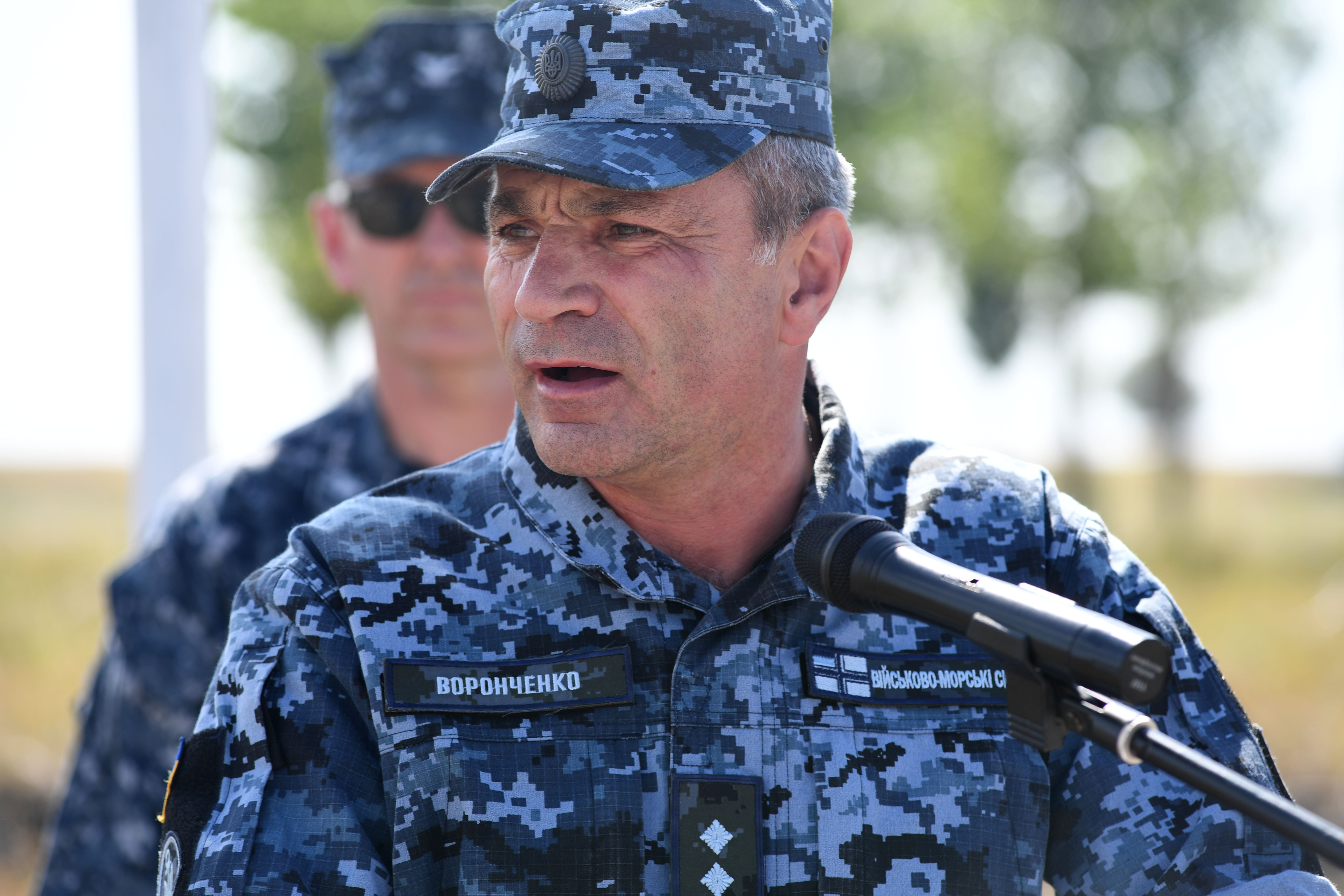
Віце-адмірал ВМС України Ігор Воронченко в «морському пікселі» ММ-16 Ф на навчаннях Sea Breeze 2017

Військово-морські сили ЗСУ з 2017 року використовують «флотську» версію камуфляжу ММ-14, що має назву ММ-16Ф (так званий «морський піксель»). В ній збережено візерунок шаблона ММ-14, але колірна гама камуфляжу витримана в блакитно-синьо-сіро-чорних тонах по аналогії з американським камуфляжем NWU Type 1.
Державна прикордонна служба України має власну версію загальновійськового ММ-14, у якій можна помітити більш контрастні зелені, жовті та білі відтінки, адаптовані до їхніх завдань. Але у відкритій документації цей камуфляж не згадується, як окремий від загальновійськового. 
На окремих військовослужбовцях різних військових формувань була помічена «руда» версія камуфляжу ММ-14. Це комерційна версія, що виготовляється окремими виробниками за власним рішенням.

## Користувачі
- Україна: з 2014 року використовується Збройними силами України[20].

## Галерея

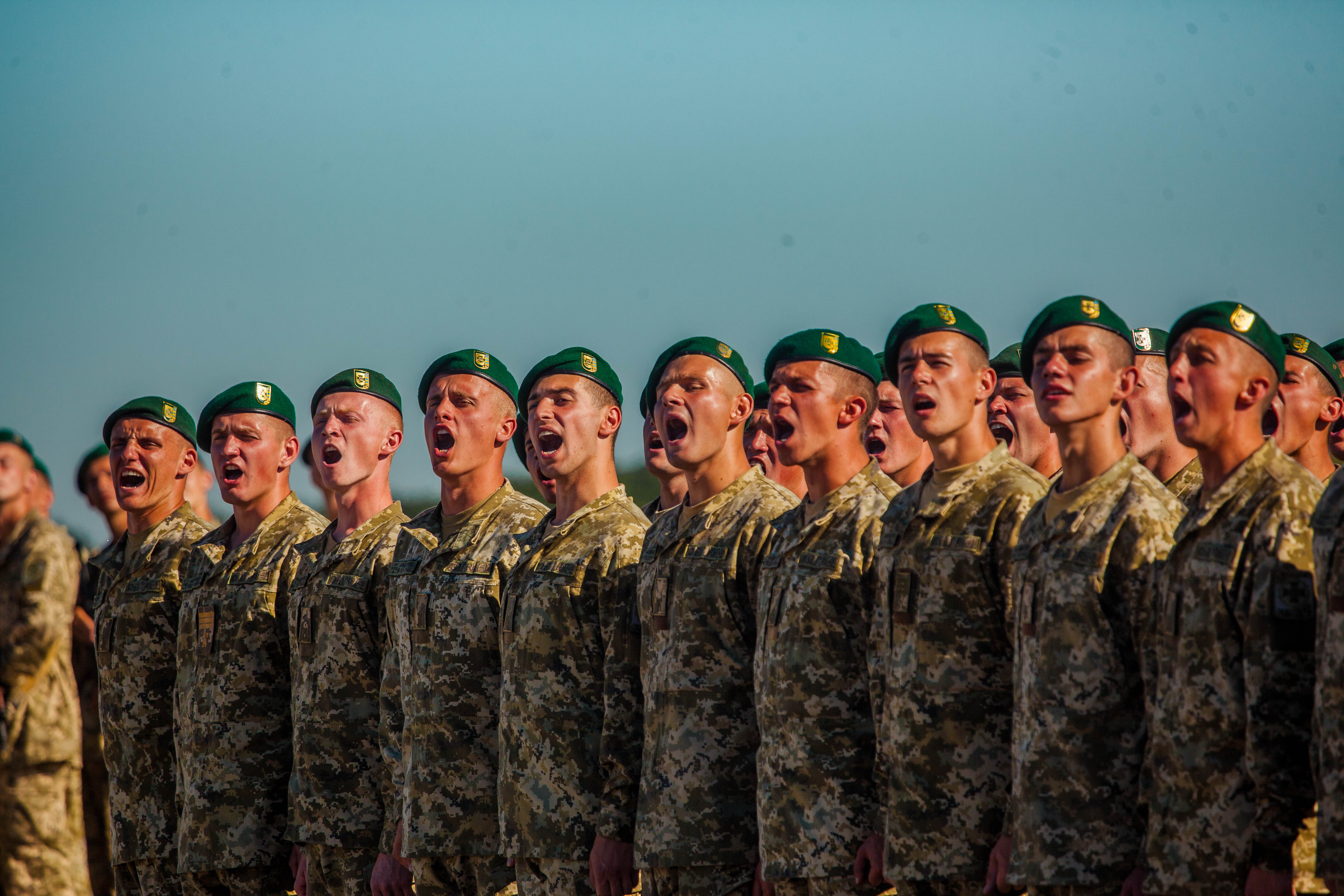
Тренування військовослужбовців ДПСУ до параду військ з нагоди 25-ї річниці незалежності України (2016)
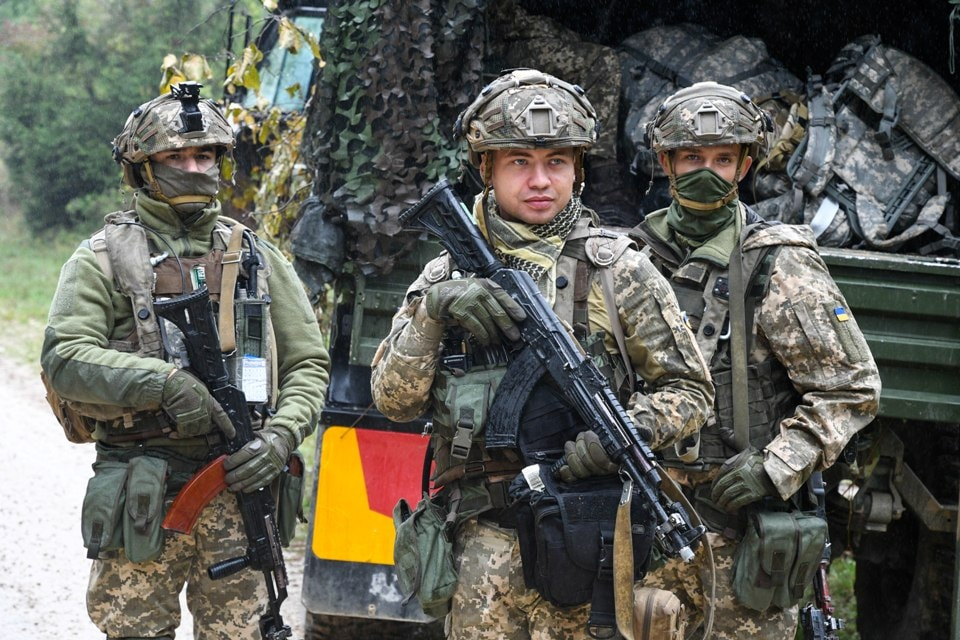
Міжнародні навчання «Saber Junction-2018»
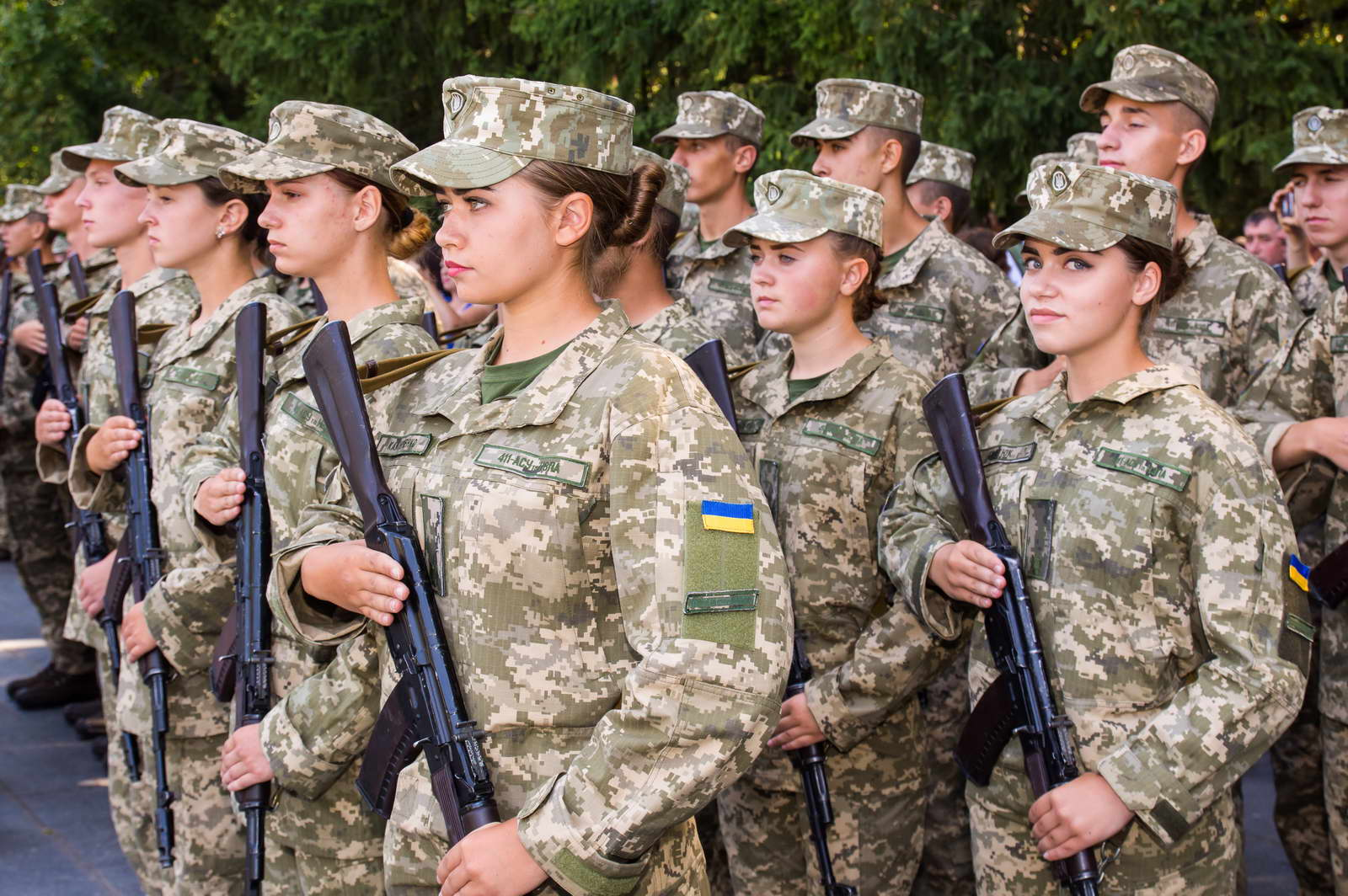
Курсанти I курсу ХНУ Повітряних Сил ім.Івана Кожедуба складають Військову присягу (2018)
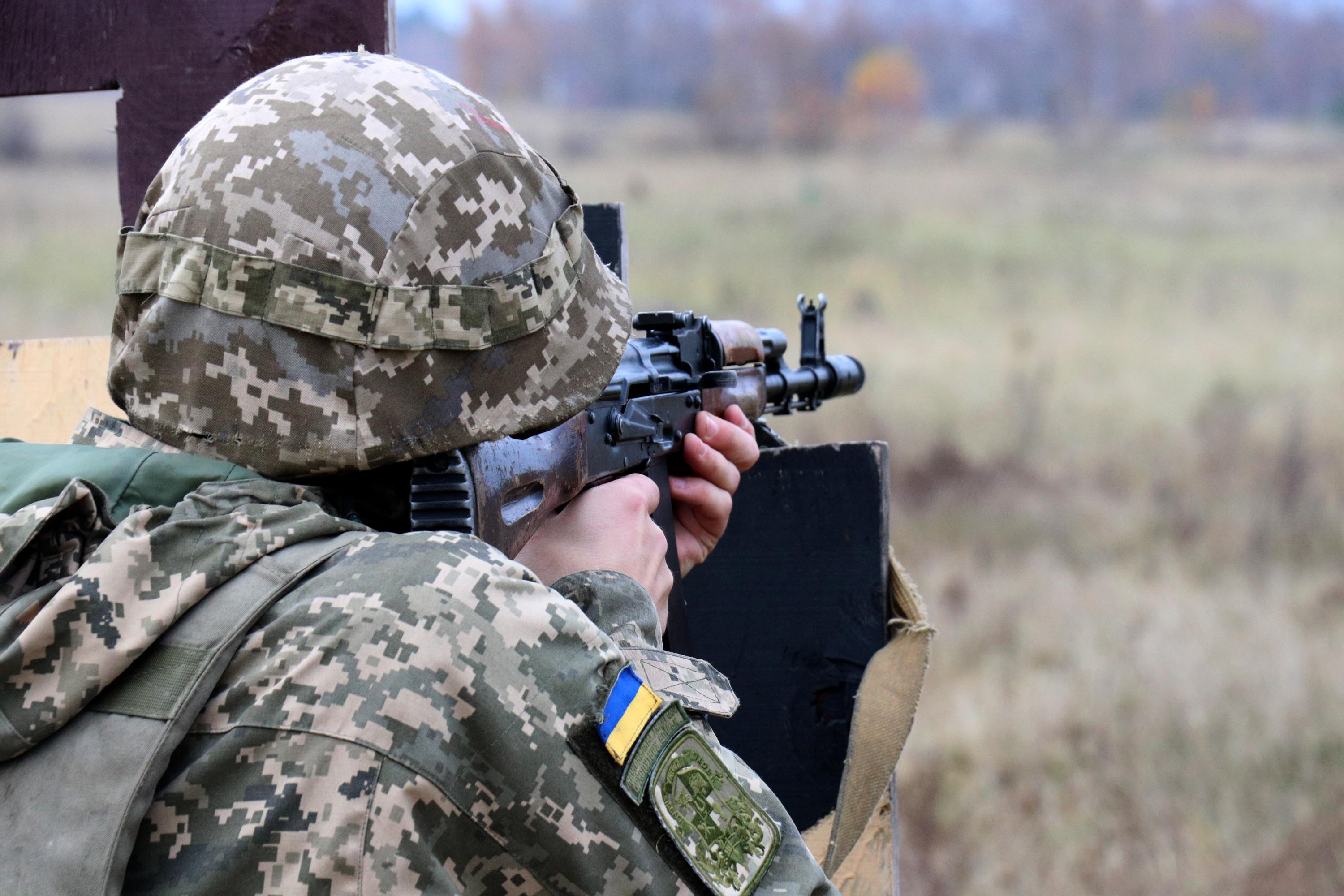
Боєць в камуфляжі ММ-14 на «Курсах лідерства» (2018)
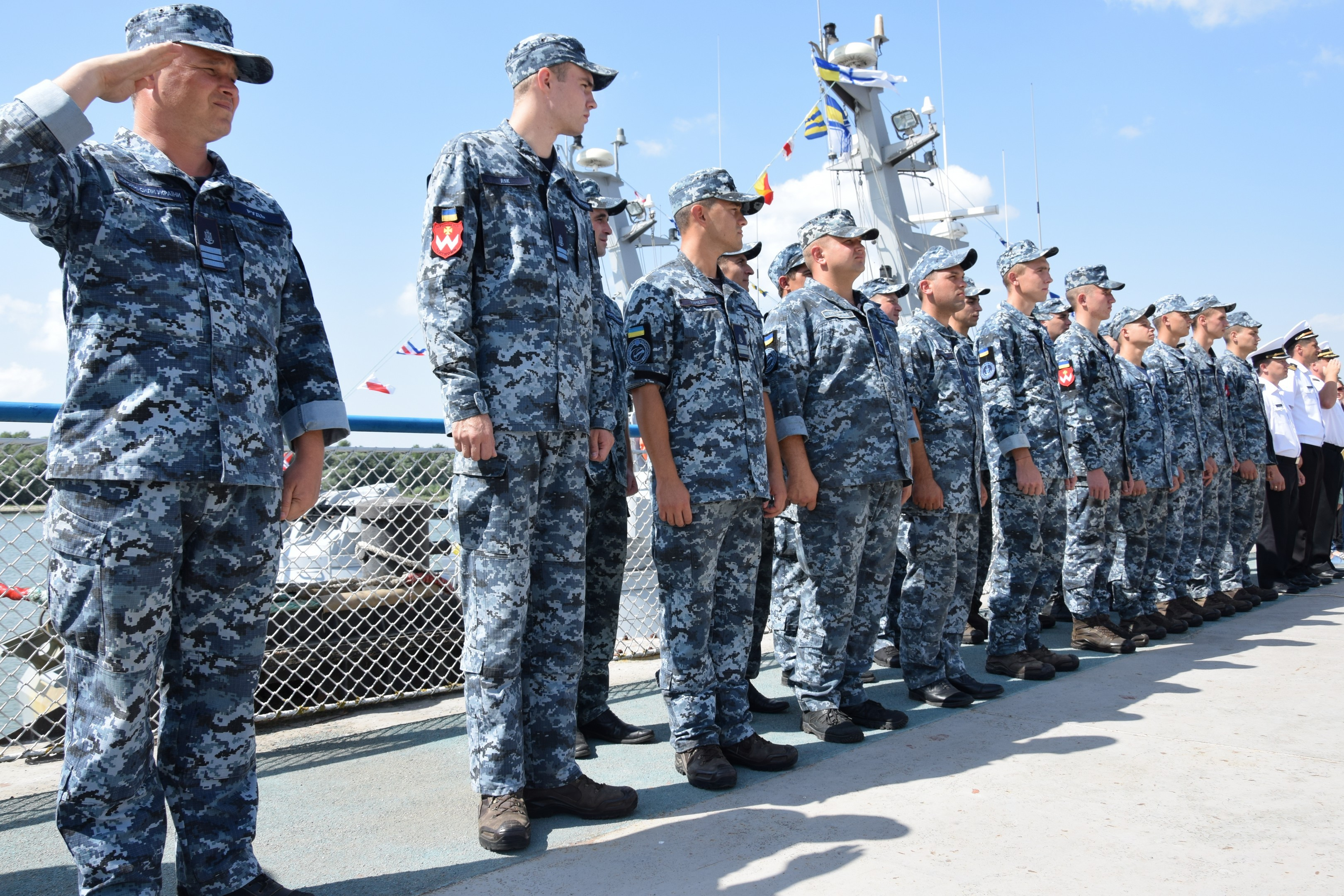
Українські матроси на Українсько-румунських навчаннях “Riverine – 2018”
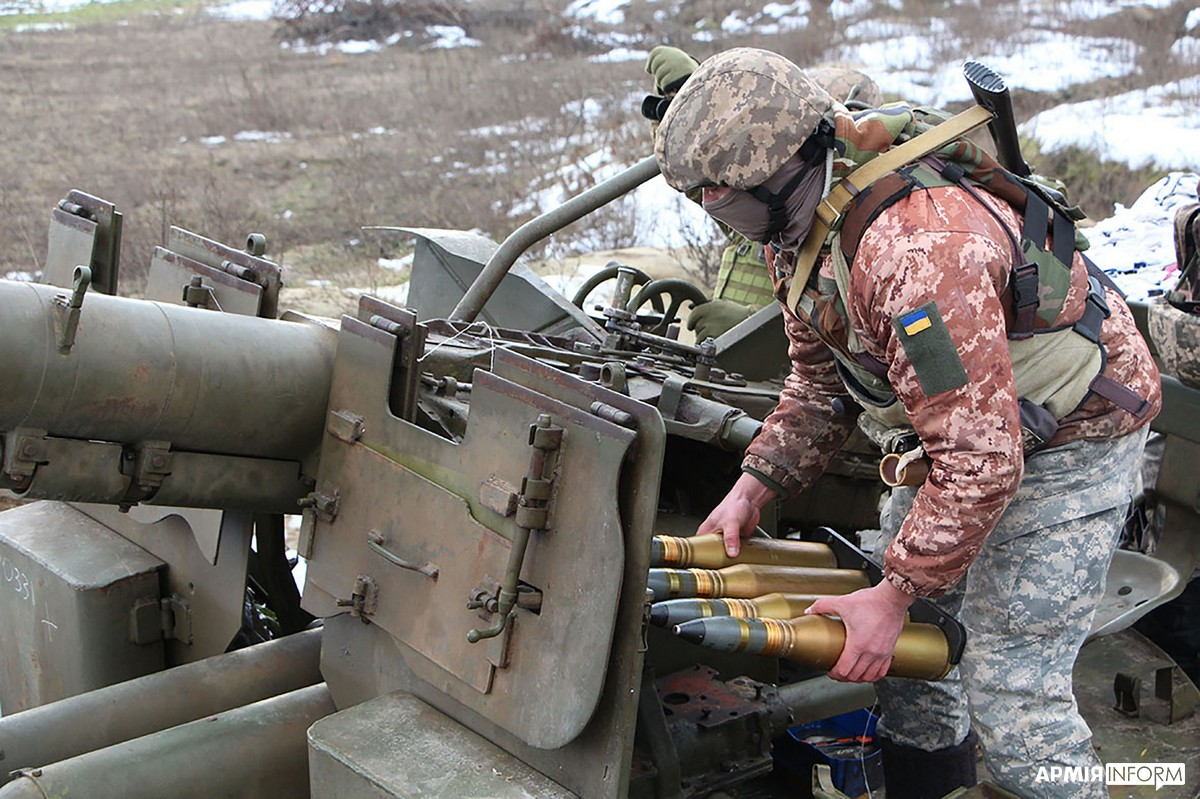
Український артилерист в "рудій" версії камуфляжу ММ-14 (січень 2023)